# رومولوس ورموس

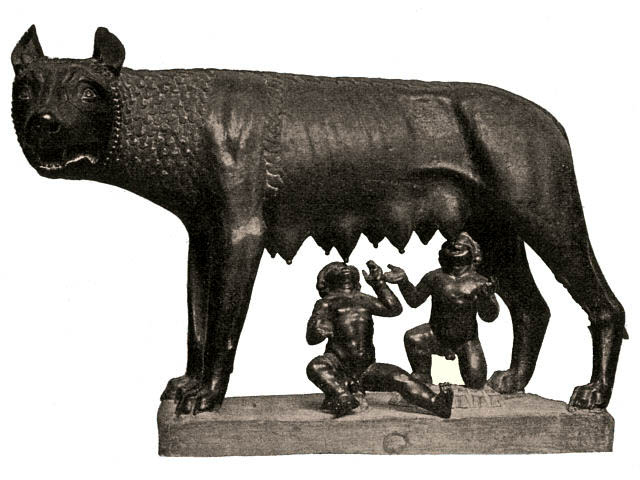
لوبا كابيتولينا ترضع رومولوس ورموس

رومولوس (حوالي 771 إلى 717 ق.م.) ورموس (حوالي 771 إلى 753 ق.م.) حسب التقاليد هما مؤسسا روما. وهما أخوان توأم في الميثولوجيا الرومانية أمهما الكاهنة ريا سيلفيا والأب مارس إله الحرب.
في تاريخ بلوتارخ كان رومولوس أول ملك لروما، وكلاهما أرضعتهما أنثى ذئب وذلك حسب الأسطورة.
معظم الرومان تقبّلوا الرواية القائلة أن رومولوس وأخاه ريموس التوأم كانا طفلين متخلّى عنهما وقد أرضعتهما ذئبة، فلما كبرا أسّسا مدينة روما على هضبة تشرف على نهر التيبر، عُرفت فيما بعد باسم هضبة بالاتينا.
وفيما كانت الأسوار تُشاد حول الأكواخ والسقيفات البسيطة الجافية، استغرق ريموس في الضحك بسبب ارتفاعها البسيط. وأبدى ازدراءه بالقفز من فوقها. ويزعمون أن رومولوس قضى على أخيه من فوره، وأنه صاح إذ ذاك أن لا أحد سيهزأ بالمدينة الجديدة.
وقد حكم رومولوس روما زهاء أربعين سنة. وفي هذه المدة وسّع الحدود، وضم مزيداً من الحقول لزراعة بعض المحاصيل.
ويقول بعض المؤرخين أنه مات غيلة.